# Kinderboekenmaand
De Kinderboekenmaand is een actieperiode in de christelijke boekhandels in Nederland. Ze wordt de hele maand oktober gehouden. In deze periode valt ook de Kinderboekenweek. 

## Thema
Thema - Ieder jaar is het thema van de Kinderboekenmaand hetzelfde als het thema dat door CPNB gekozen is voor de Kinderboekenweek, maar het heeft een andere naam. Hiermee hoopt de organisator van de Kinderboekenmaand alle basisscholen in Nederland te bereiken met hetzelfde thema voor lees- en boekpromotie.

## Actieboeken - actiematerialen
Voor iedere leeftijdscategorie van de basisschool is er een actieboek, een actieprentenboek voor de onderbouw basisschool (groep 1-3), een actieboek voor de middenbouw van de basisschool (gr. 4-5) en een actieboek voor de bovenbouw van de basisschool (groep 6-8). 
Er wordt ook ieder jaar een CD met nieuwe liedjes uitgebracht, die geschikt zijn voor kinderen van 4-12 jaar en een bijbehorende muziekboekje met muzieknotaties. 
De schrijver van het prentenboek voor kinderen van 4 – 7 jaar is Elly Zuiderveld, getiteld Sokkendief, haar boek verschijnt bij uitgeverij Columbus. Het actieboek voor de leeftijd van 6-8 jaar, getiteld Stef heeft lef  is geschreven door Suzanne Knegt en is uitgegeven door uitgeverij De Banier. Het actieboek voor kinderen van 9-12 jaar, getiteld De mysterieuze monnik  is geschreven door Judith Janssen en uitgegeven door uitgeverij Mozaiek Junior. Voor basisscholen is er een leesbevorderende werkmap Lef. Auteur Liesbeth van Binsbergen (2010, winnaar Het Hoogste Woord) schreef een gedicht over het thema 'Lef' waarvan een gedichtenkaart/boekenlegger is gemaakt en een poster.

## BCB
De Christelijke Kinderboekenmaand is een activiteit van de brancheorganisatie voor het christelijke boeken- en muziekvak (BCB), Harderwijk.